# Орелька (река)
Оре́лька (укр. Орі́лька) — река на Украине, левый приток реки Орель (бассейн Днепра).

## Течение
Исток реки находится возле села Калиновка (Первомайский район). Течёт по территории (Первомайского и Лозовского районов Харьковской области. Впадает в Орель к северо-западу пгт Орелька на расстоянии 251 км от устья последнего.

## Описание
Длина реки составляет 95 км. Площадь водосборного бассейна — 805 км². Уклон реки — 0,7 м/км. Речная долина трапециевидная, шириной до 2 км. Русло значительно заилено. Летом пересыхает, образуя отдельные плёсы, зимой часто перемерзает. Используется для орошения, поставок технической воды. В пойме реки проходит первая очередь трассы канала Днепр — Донбасс. В нижнем течении построено Орельское водохранилище.